# Illmic
Illmic (németül Illmitz) mezőváros Ausztriában, Burgenland tartományban, a Nezsideri járásban.

## Fekvése
Nezsidertől 25 km-re délre, a Fertő keleti partján fekszik.

## Nevének eredete
Neve a szláv Ilmovec (= szilfás hely) helynévből való.

## Története
A régészeti leletek tanúsága szerint területén már a rómaiak idején település volt, környékén római sírkő, bronz szobor és kőoltár került elő.
A mai település Alsó- és Felsőillmic egyesítésével keletkezett a 20. század elején. Míg Alsóillmic története során világi uraké volt és Moson vármegyében feküdt, addig Felsőillmic egyházi birtok volt és Sopron vármegye része volt.
Illmicet, a későbbi Felsőillmicet 1217-ben „Ygmeleech” néven említik először. A 13. századtól a vasvári prépost birtoka, majd 1777-ben a prépostság székhelyének áthelyezése után a szombathelyi prépostsághoz tartozott.
Alsóillmic az Osly nemzetségé, majd 1410-től a kismartoni uradalom részeként a Kanizsaiaké. 1529-ben és 1683-ban a török pusztította el. 1622-ben II. Ferdinánd császár a kismartoni uradalommal és Fraknó várával együtt  Esterházy Miklósnak adta.

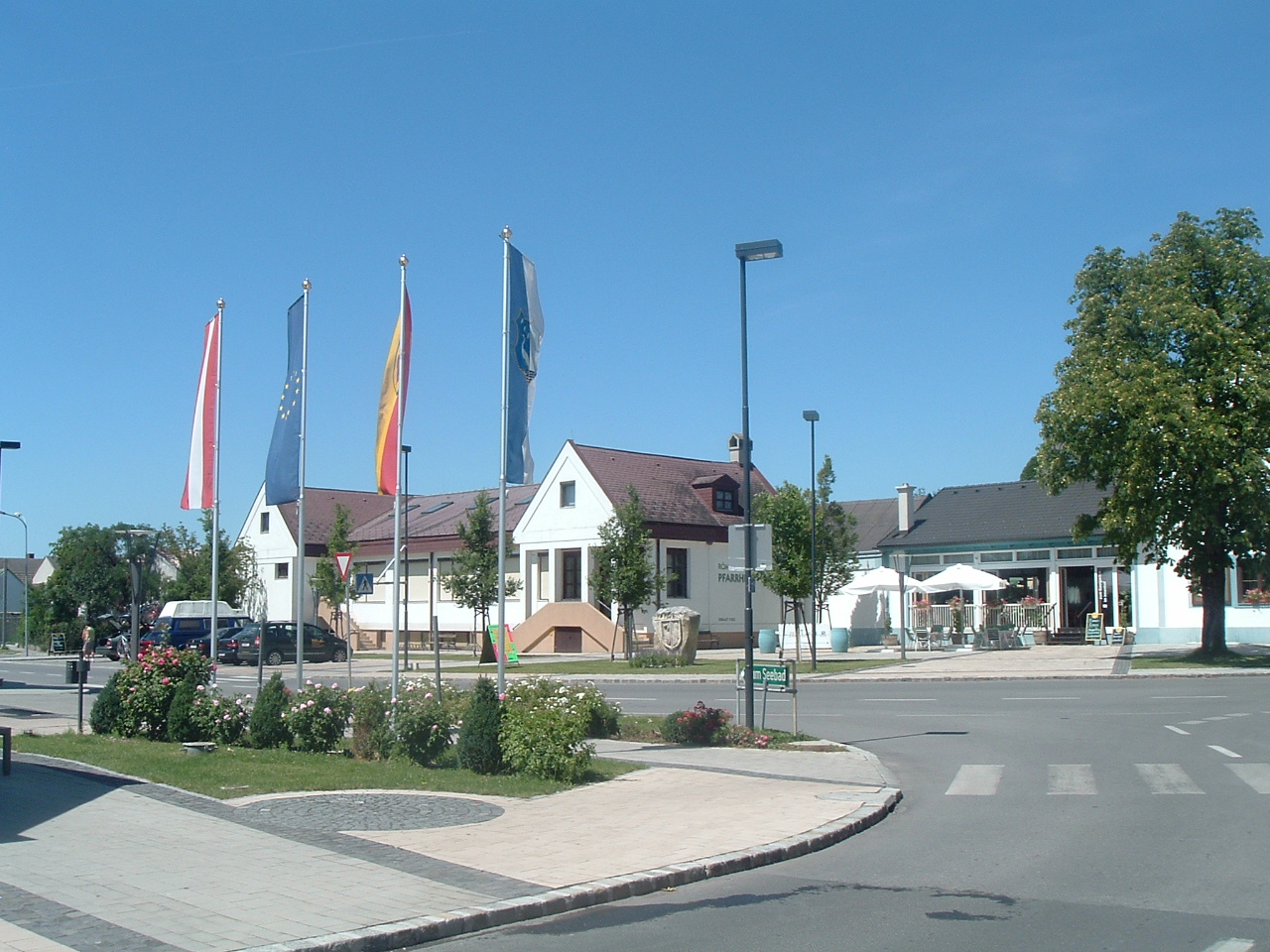
Illmic, a Főtér részlete

Szent Márton tiszteletére szentelt régi temploma a 13. században épült a Fertő feletti dombon, a  Kirchenseehügelen állt. Először 1299-ben említi írott forrás. 1363-ban a tó áradása miatt szenvedett súlyos károkat, majd 1438-ban kellett újjáépíteni. A 15. század elején a falu maga is új helyre települt. Ekkor egyházi iskolája is működött. 1437 és 1468 között a bécsi egyetemen több illmici diák is tanult. A 16. században lakóinak többsége evangélikus lett, csak 1674-ben lettek újra katolikusok. 1605-ben Bocskai hadai pusztítottak. 1620-ban Bethlen Gábor felkelésekor, majd a Rákóczi-szabadságharc alatt 1704 és 1709 között újabb károk érték a települést. Mivel a templomot tó áradásai miatt ezt nehezen lehetett megközelíteni 1715-ben előbb a faluban felépítették a Szent Család kápolnát, majd 1775-ben új templomot építettek helyette, melyet Szent Bertalan tiszteletére szenteltek fel. A 19. század végén a marhakereskedelem adta az illmiciek fő jövedelemforrását. Az illmici sajtot Bécsben és Budapesten is nagyra becsülték.
Vályi András szerint „ ILLMITZ. Német falu Moson, és Sopron Várm. lakosai katolikusok, fekszik a’ Fertő mellett, Sopron Vármegye szélén, Nizsiderhez 2 6/8 mértföldnyire, e’ Helység, két Vármegyében fekszik, 1/3 részének, melly Sopron Vármegyében fekszik, földes Ura a’ Szombathelyi Káptalan, 2/3 részének pedig, melly Mosony Vármegyében esik, földes Ura H. Eszterházy Uraság. Cluvérius allatása szerént Ulmus hajdan itt feküdt vala, Bél Mátyás pedig Ruszt Várasát állíttya Ulmnak, szántó földgyei termékenyek, búzát, és rozsot, árpát, zabot termenek, réstye tsátés, és sovány szénát terem, legelőjök száraz esztendőben igen tsekély, az előtt a’ nádlásból, és halászatból tapasztalható hasznok vólt, mellytől most a’ vizek le apadása miatt el estenek. Szék só itten bőven szedetik, mellynek az előtt haszna nem tudatott, már most pedig a’ meg tett tapasztalások után, abbol egy különös (ugyan itten fel állítatott műhelyben) Bécsi lakású mesterek igazgatások alatt, az úgy nevezett Zóda, ebből pedig annak utánna, különös úgy fejérségéért, mint könnyűségéért magát kedveltető szappan készíttetik. Határja sík, és egyenes, némelly helyeken tavakkal egyelítve, szénájokat Bécsben, egyebeiket pedig Nizsiderben árúllyák el.”
Fényes Elek szerint „ Alsó-Ilmicz, (Unter-Ilmicz), német falu, Mosony vármegyében, a Fertő tava partján: 1116 kath. lak., paroch. szentegyházzal, szoda-gyárral. Határa negyedik osztálybeli, s 54 1/ egész telek után van 116 telkesgazdája, 67 hold második, 209 hold harmadik, 1669 4/ hold negyedik osztálybeli szántóföldje, 408 4/ embervágó rétje. F. u. h. Eszterházy. Ut. p. Mosony. ”
„Felső-Ilmicz, (Ober-Ilmicz), német falu, Mosony vmegyében, az előbbeni helység szomszédságában: 346 kath. lak., 6 4/ harmadrendü egész telekkel, 41 telkesgazdával, 84 4/ hold harmadik, 104 hold negyedik osztályb. szántóföldekkel. Halászat. Szíksóseprés. Vizivadászat. F. u. a szombathelyi káptalan.”
Alsó- és Felsőillmicet 1905-ben egyesítették. 1910-ben 1867, túlnyomórészt német lakosa volt. A trianoni békeszerződésig Moson vármegye Nezsideri járásához tartozott. 1921-ben hivatalosan is Ausztria része lett. 1955-ben egy tűzvészben a település egy egész utcája leégett.  1967-ben mezővárosi rangot kapott. A település legfontosabb bevételi forrása a turizmus. Az 1970-es években Illmic Burgenland harmadik legfontosabb turistaközpontja lett. A Fertő-tó – Fertőzug Nemzeti Parkot 1993-ban létesítették.

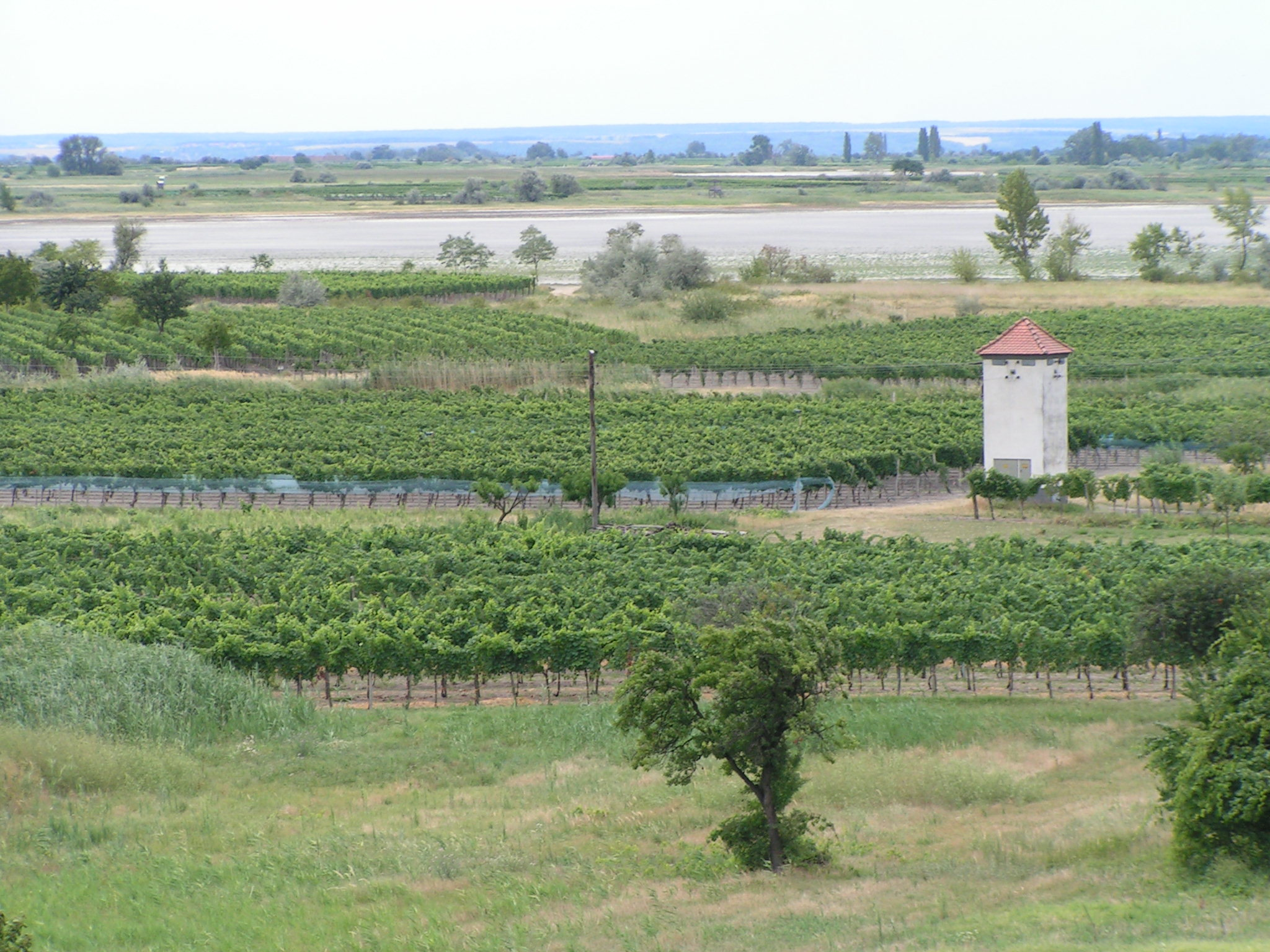
Illmici tájkép a Büdös-tóval (Stinkersee)

## Népessége
| 2016 | 2 359 |
| 2018 | 2 385 |

## Gazdaság
Mezőgazdasági jellegű település. Az illmici sajt egykor széles körben kedvelt volt.

## Nevezetességei
- Szent Bertalan tiszteletére szentelt római katolikus plébániatemploma 1775 és 1792 között épült késő barokk stílusban. 1978-ban bővítették. Főoltára 1783-ban készült.
- A Szent Márton oszlop 16. századi.
- A Madonna-oszlop és a  Nepomuki Szent János-szobor 18. századi.
- A főtéri Pieta 1757-ből való.
- Környéke gazdag madárvilágával természetvédelmi terület.
- A Szent Bertalan forrás vizét 1996-ban hivatalosan is gyógyvízzé nyilvánították. Nátrium-hidrogén-karbonát tartalma miatt különösen  emésztőszervi bántalmak elleni ívó kúrára javasolják. A forrás régi épületét a Főtér rekonstrukciója során lebontották és új épületet emeltek helyette.
- 1950-ben Illmicen forgatták a háromrészes népszerű Sissi c. film egyes magyarországi részeit.